# Munna fernaldi
Munna fernaldi är en kräftdjursart som beskrevs av George och Stromberg 1968. Munna fernaldi ingår i släktet Munna och familjen Munnidae. Inga underarter finns listade i Catalogue of Life.